# Csíkos medvelepke
A csíkos medvelepke (Euplagia quadripunctaria) a rovarok (Insecta) osztályának lepkék (Lepidoptera) rendjébe, ezen belül a medvelepkefélék (Arctiidae) családjába tartozó faj.
A Natura 2000 jelölőfaj, hazánkban is emiatt védett.

## Előfordulása
Szinte egész Európában előfordul, északi elterjedésének határa a Baltikum. Délen a földközi-tengeri szigetekig jut el. Rodoszon nagy tömegben gyűlik össze a petaludeszi völgyben, és így ismert turistalátványosság lett. Keleten Kis-Ázsián túl Iránban és a Közel-Keleten is előfordul.
Hazánkban a Dunántúlon, és az Északi-középhegységben gyakori, az Alföldön csupán szórványosan fordul elő.
Utak mentén, erdők szélén tűnik fel.

## Megjelenése
Mérete 48–55 milliméter. Két pár szárnya közül az első pár fekete rajta fehér haránt irányú csíkok. Ezeket kitárva láthatjuk meg élénk piros hátsó szárnyát. Az imágó fekete testének fénye zöld, rajta sárgásfehér mintázat. Halvány piros potrohát sárga szőrzet fedi.

## Életmódja
A csíkos medvelepke nappal és éjjel egyaránt aktív. Repülési időszaka a nyár közepétől a végéig tart, ha az időjárás jó, akár szeptemberig is. Tápnövénye különböző lágyszárúakból áll.